# Tanaecia sananda
Tanaecia sananda är en fjärilsart som beskrevs av Moore 1859. Tanaecia sananda ingår i släktet Tanaecia och familjen praktfjärilar. Inga underarter finns listade i Catalogue of Life.